# 1611

## Събития
- 30 октомври – Густав II Адолф (син и наследник на Карл IX) става крал на Швеция.
- 1 ноември – В двореца Уайтхол в Лондон се играе за първи път романтичната пиеса на Уилям Шекспир „Бурята“.
- За първи път е публикувана първата оторизирана протестантска англиканска версия на Библията, известна като Библия на крал Джеймс. Тази версия на Библията е много популярна в англоговорещите страни.
- Йоханес Фабрициус и Давид Фабрициус откриват слънчевите петна.
- Край на управлението на император Го Йозей (Go-Yozei) в Япония.
- Император Го Мидзуно (Go-Mizunoo) се възкачва на престола в Япония.
- Дания напада Швеция.
- Джордж Абът става Архиепископ на Кентърбъри.
- Галилео Галилей открива, че планетите само отразяват слънчевата светлина.
- Йохан Кеплер изобретява рефракторния телескоп.

## Родени
- 28 януари – Ян Хевелий, полски астроном († 1687 г.)
- 25 февруари – Евлия Челеби, Османски пътешественик
- 16 май – Папа Инокентий XI († 1689 г.)
- 16 юли – Ерцхерцогиня Сесилия Рената Австрийска, кралица на Полша († 1644 г.)
- 1 септември – Уилям Картрайт, английски поет и драматург († 1643 г.)
- 11 септември – Анри дьо ла Тур д'Оверн, виконт дьо Тюрен, маршал на Франция († 1675 г.)
  - Д'Артанян, мускетар († 1673 г.)

## Починали
- 26 февруари – Антонио Посевино, папски легат в Русия, първият йезуит, посетил Москва
- 5 март – Шимазу Йошихиса (Shimazu Yoshihisa), японски даймьо (р. 1533 г.)
- 8 юни – Жан Берто (Jean Bertaut), френски поет (р. 1552 г.)
- 26 юли – Хорио Йошихару (Horio Yoshiharu), японски военачалник (р. 1542 г.)
- 2 август – Кийомаса Като (Kiyomasa Kato), японски военачалник и самурай (р. 1562 г.)
- 20 август – Томас Луис де Викториа, испански композитор, представител на късния Ренесанс, най-известният композитор в Испания през XVI в. (р. 1548 г.)
- 30 октомври – Крал Карл IX Шведски (р. 1550 г.)
- неизвестна дата – Камило Мариани, италиански скулптор, представител на ранния Барок (р. 1565 г.)